# Raymond Radiguet
Raymond Radiguet (Saint-Maur-des-Fossés, 18 de junio de 1903-París, 12 de diciembre de 1923) fue un escritor francés que falleció con veinte años y dos novelas a sus espaldas: El baile del conde Orgel, publicada tras su muerte, y sobre todo El diablo en el cuerpo, que narra los amores entre un adolescente y una mujer casada cuyo marido combate en el frente. Con ello, Radiguet se opone cínicamente al heroísmo bélico oficial, por lo que la novela causó un gran escándalo.

## Biografía
Fue hijo del dibujante Maurice Radiguet. Estudió en el liceo Carlomagno en París. A causa de su gran afición a la lectura, no estuvo muy involucrado en sus estudios, lo cual supuso que no fuese considerado un buen alumno. Leía los escritores de los siglos XVII y XVIII, teniendo especial interés en la Princesse de Clèves de Madame de La Fayette; también leyó escritores como Stendhal y Proust; y poetas como Verlaine, Mallarmé, Rimbaud y el Conde de Lautréamont.
Con 15 años abandona definitivamente sus estudios para hacer periodismo. Se relaciona con André Salmon, Max Jacob, Pierre Reverdy y François Bernouard (el cual sería el futuro editor, en 1920, de sus poemas recogidos en Les Joues en feu); conoce a pintores como Juan Gris, Pablo Picasso, Amedeo Modigliani y Jean Hugo; y se vincula con jóvenes compositores como Darius Milhaud, Georges Auric, Francis Poulenc y Arthur Honegger. Cuando se fundó el periódico satírico francés Le Canard enchaîné, Radiguet publicaría algunos cuentos bajo el pseudónimo de Rajky. En el año 1918 conocería a Jean Cocteau, el cual quedó admirado por el joven y a quien se refería diciendo: "Es el alumno que se convirtió en mi maestro".
Radiguet fue pareja de Cocteau, de forma que este se entusiasma con los poemas del joven y le anima a escribir, le aconseja y le hace trabajar, de forma que le ayuda a publicar sus versos en varias revistas, como Sic y Littérature. Se convierten en inseparables y en mayo de 1920 fundan juntos la revista Le Coq, de carácter vanguardista, en la cual colaboraron, entre otros, Georges Auric, el pintor Roger de La Fresnaye, Paul Morand y Tristan Tzara. Así, Radiguet escribe su primer artículo en el primer número de la revista, que comienza con las siguientes palabras escritas en mayúscula: DEPUIS 1789 ON ME FORCE À PENSER. J’EN AI MAL À LA TÊTE ("Desde 1789 se me fuerza a pensar. Me duele la cabeza"). 
A partir de 1921, Radiguet decide abandonar la vida desorganizada que llevaba hasta entonces para pasar a una vida fuertemente disciplinada interiormente. Joseph Kessel diría al respecto: "Nada menos ordenado que su vida exterior, pero nada más armonioso, más equilibrado, mejor construido y mejor protegido que su vida interior. Podía ir de bar en bar, no dormir durante noches enteras, errar de habitación en habitación de un hotel; su espíritu trabajaba con una lucidez constante, una maravillosa lógica".
Raymond Radiguet murió el 12 de diciembre de 1923 a causa de una fiebre tifoidea. Su muerte prematura, presentida en su obra, fue la base para crear el mito, ya que en las últimas páginas de El diablo en el cuerpo escribe: "Un hombre desordenado y que va a morir y que no lo duda suele poner orden a su alrededor. Su vida cambia. Clasifica sus papeles. Se levanta temprano, se duerme a buena hora. Renuncia a sus vicios. Su muerte brutal parece todavía más injusta. ¿Viviría feliz?"

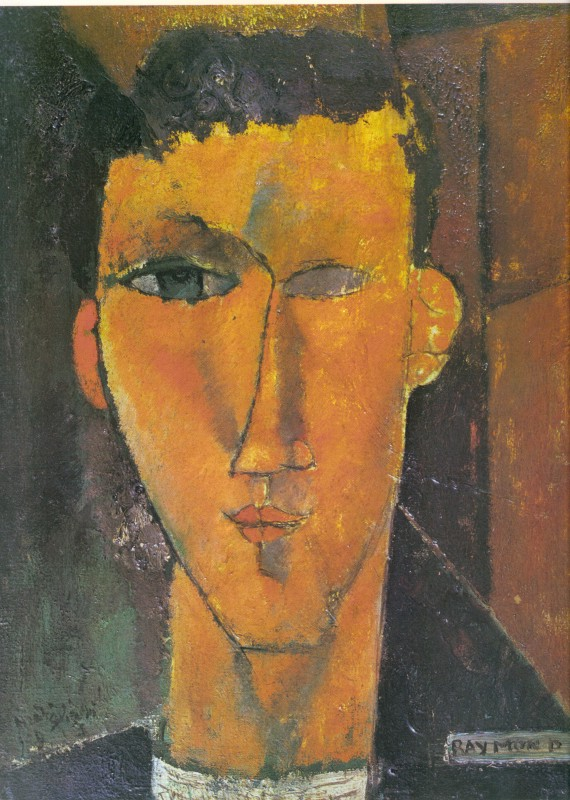
Raymond Radiguet por Modigliani (1915).

## Obra literaria
Pese a su corta vida, muchos le consideraron como el Nouveau Rimbaud (Nuevo Rimbaud), comparando la precocidad de talento que ambos mostraron. Radiguet publicó su primera novela en 1923, El diablo en el cuerpo, y al año siguiente, póstumamente, fue publicada su segunda y última novela, El baile del conde de Orgel.
Ganó el premio Nuevo Mundo (compuesto el jurado por Jean Cocteau, Paul Morand, Valery Larbaud, Jacques de Lacretelle, Jean Giraudoux y Bernard Fay), lo cual le permitió vivir desahogadamente y con un gran reconocimiento literario.

### Le Diable au corps
En 1918, al final de la Primera Guerra Mundial y con apenas 15 años, experimentaría una relación amorosa que más tarde le inspiraría su obra Le Diable au corps (El Diablo en el cuerpo). La muchacha en cuestión se llamaba Marthe, era dos años mayor que él y estaba prometida con un militar.
Sería en 1921, en Piquey, lejos de París, cuando terminó la obra, aunque no se publicó hasta el año de su muerte, en 1923. Le Diable au corps es una novela donde se plasma la historia de un romance trágico y cuya publicación formó un gran escándalo, ya que mostraba a la guerra como una condición para la felicidad de dos amantes. Pese a ello, Radiguet recibió muy buenas críticas por parte de escritores de renombre como Max Jacob, René Benjamin, Henri Massis y Paul Valéry.

### Le Bal du Comte d'Orgel
Le Bal du Comte d'Orgel (El Baile del conde de Orgel) es su segunda y última novela, la cual fue publicada en 1924, un año después de su muerte. 
Radiguet pudo conocer el mundo aristocrático parisino de la mano de Jean Cocteau. Esta nueva experiencia influyó mucho en Radiguet, lo cual se refleja en esta novela, ya que además se dice que los personajes existieron en realidad. 
Esta novela la publicó Bernard Grasset, y el prefacio fue escrito por Cocteau, en el que habla sobre la muerte de su compañero:
«He aquí sus últimas palabras:
"Escuche", me dijo el 9 de diciembre, "escuche una cosa terrible. Dentro de tres días seré fusilado por los soldados de Dios". El 12 de ese mismo mes, Raymond Radiguet fallecía».